# Мореска (орнамент)
Мореска (итал. moresca, от исп. morisca — «орнамент морисков», от лат. mauri — страна в Северо-Западной Африке, где в период между VII и XVII веками жили мавры: «тёмные люди» — арабы и берберы) — причудливый орнамент восточного происхождения, состоящий из геометрических элементов: звёзд, зигзагов, многогранников. Долгое время орнамент морески отождествляли с другим — арабеской (орнаментом с растительными мотивами) и даже с ренессансным итальянским гротеском. В современной теории искусства мореской принято называть только геометрический орнамент.

## История термина
Название орнамента появилось в XVI веке в Италии, а затем — во Франции, в связи с деятельностью итальянских художников-маньеристов Школы Фонтенбло. «Моресками» увлекались художники Северного Возрождения: Альбрехт Дюрер, Ганс Гольбейн, Исраэль ван Мекенем. Существуют также очевидные связи между орнаментом морески и мореской — разновидностью песен и танцев эпохи итальянского Возрождения, подчас комично имитирующих повадки мавров. Такие морески были частью уличных представлений комедии дель арте или шествий и карнавалов.
Другое родственное значение было определено в 1611 году в «Словаре французского и английского языков» Рэндла Котгрейва как «грубая старинная картина или резьба, на которой лапы и хвосты животных и т. д. перемешаны или сделаны похожими на своего рода дикие листья… Это слово также использовалось для обозначения такой фигуры, начиная с человека или животного, но заканчивая частью декоративной схемы из листвы или геометрических ремней» (Oxford English Dictionary). Понятно, что речь идёт не о мореске, а о гротеске. Подобный подход вопреки дословному значению термина связывает происхождение морески не с восточной культурой, а со средневековой книжной миниатюрой западноевропейской готики.
Орнамент «мореска» использовали начиная с XV века мастера-печатники для книжных переплётов из тиснёной кожи с золочением, а также заставок, виньеток и концовок. Во Франции XVIII века моресками называли «большие свободные панталоны из тонкой набивной бязи», что было связано с увлечением европейцев в этот период ориентализмом.
В середине и второй половине XIX века возникли попытки возрождения знаменитого искусства мавров в «неомавританском стиле» в русле эстетики периода историзма, отчасти из-за успеха больших Всемирных выставок и потребностей формирования в тот период в разных странах Европы художественно-промышленных музеев, раскрывающих историю ремёсел и орнамента.

## Галерея
- Ацулей. Облицовочная плитка с орнаментом морески
- Мозаика. Альгамбра.
- Облицовочная плитка. Иран. XV в.
- Мореска. Фриз во дворце Комарес, Альгамбра
- Мореска с гербом Карла V. Альгамбра
- Книжный переплёт. Нидерланды. 1599-1600. Королевская национальная библиотека Нидерландов, Гаага